# Група (математика)

Сукупність маніпуляцій над цим кубиком Рубіка утворюють групу кубика Рубіка.

Гру́па — одне з найважливіших понять сучасної алгебри, яке має численні застосування у багатьох суміжних дисциплінах. Здебільшого група виникає як множина всіх перетворень (симетрій) деякої структури. Результатом послідовного застосування двох перетворень буде знову деяке перетворення. Поняття абстрактної групи є узагальненням груп симетрій і визначається як множина із операцією множення (композиції), що задовольняє певним аксіомам (асоціативності, існування нейтрального та оберненого елемента).
У застосуваннях математики групи часто виникають як засіб систематично описувати
симетрії різного ґатунку або як групи перетворень.

## Означення
Впорядкована пара {\displaystyle <G,*>}, де {\displaystyle G} — непорожня множина, називається групою, якщо виконуються наступні умови:
1. {\displaystyle *} — бінарна алгебраїчна операція, задана на множині {\displaystyle G};
2. операція {\displaystyle *} асоціативна на {\displaystyle G}, тобто для будь-яких елементів {\displaystyle a,b,c\in G} справедливо {\displaystyle (a*b)*c=a*(b*c)};
3. в {\displaystyle G} існує нейтральний відносно {\displaystyle *} елемент {\displaystyle e}, тобто такий, що {\textstyle a*e=e*a=a} для всіх {\displaystyle a\in G};
4. для будь-якого елемента {\displaystyle a\in G} існує симетричний до нього елемент {\displaystyle a'\in G}, тобто такий, що {\displaystyle a*a'=a'*a=e}.

Умови 1-4 називаються аксіомами групи.
Часто для позначення групової операції замість знака {\displaystyle *} використовують більш звичні знаки: {\displaystyle +} і {\displaystyle \cdot }. Якщо використовують знак {\displaystyle +}, то алгебраїчну операцію називають додаванням, групу відносно цієї операції — адитивною, нейтральний елемент — нульовим, симетричний — протилежним елементом. Якщо використовують знак {\displaystyle \cdot }, то алгебраїчну операцію називають множенням, групу відносно цієї операції — мультиплікативною, нейтральний елемент — одиничним або просто одиницею, симетричний — оберненим елементом.
Група {\displaystyle G} називається комутативною або абелевою (на честь норвезького математика Нільса Генріка Абеля), якщо операція {\displaystyle *} є ще й комутативною, тобто для будь-яких елементів {\displaystyle a,b\in G} виконується умова {\displaystyle a*b=b*a}.

## Критерій групи[2]
Теорема. Непорожня множина {\displaystyle G}, на якій задана бінарна алгебраїчна операція {\displaystyle *} тоді і лише тоді є групою, коли виконуються умови:
1) операція {\displaystyle *} асоціативна;
2) для будь-яких елементів {\displaystyle a} і {\displaystyle b} множини {\displaystyle G} завжди існує в {\displaystyle G}, причому лише одна, пара елементів {\displaystyle x_{0}} та {\displaystyle y_{0}} таких, що {\displaystyle a*x_{0}=b} і {\displaystyle y_{0}*a=b.}

## Приклади груп

Години на годиннику утворюють групу класів лишків за модулем 12, тобто

1. {\displaystyle \langle \mathbb {Z} ,+\rangle ,\langle \mathbb {Q} ,+\rangle ,\langle \mathbb {R} ,+\rangle } — абелеві групи. Ці групи називають адитивними групами відповідно цілих, раціональних та дійсних чисел.
2. Нехай {\displaystyle \mathbb {Q} ^{*}=\mathbb {Q} \setminus {\{0\}}}, {\displaystyle \mathbb {R} ^{*}=\mathbb {R} \setminus {\{0\}}}, {\displaystyle \mathbb {C} ^{*}=\mathbb {C} \setminus {\{0\}}}. Групи {\displaystyle \langle \mathbb {Q} ^{*},\cdot \rangle }, {\displaystyle \langle \mathbb {R} ,\cdot \rangle }, {\displaystyle \langle \mathbb {C} ,\cdot \rangle } також абелеві. Їх називають мультиплікативними групами відносно раціональних, дійсних та комплексних чисел.
3. Множина {\displaystyle O=\{0\}} відносно операції додавання утворює групу.
4. Множина {\displaystyle E=\{1\}} відносно операції множення утворює групу. ЇЇ називають одиничною групою.
5. Множина {\displaystyle M_{n}(\mathbb {R} )} всіх квадратних матриць {\displaystyle n}-го порядку з дійсними елементами відносно операції додавання утворює групу.

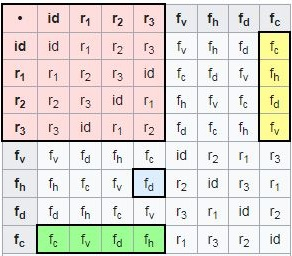
Таблиця Келі для групи симетрій квадрата

6. Так званими матричними групами за множенням є: повна лінійна група {\displaystyle GL_{n}(P)} (група невироджених матриць порядку {\displaystyle n} над полем {\displaystyle P}, яка при {\displaystyle n\geqslant 2} є неабелевою), спеціальна лінійна група {\displaystyle SL_{n}(P)} (група матриць порядку {\displaystyle n} з визначником рівним {\displaystyle 1} над полем {\displaystyle P}), ортогональна група {\displaystyle O_{n}}Таблиця Келі для групи симетрій квадрата(група ортогональних матриць порядку {\displaystyle n}), унітарна група {\displaystyle U_{n}} (група всіх унітарних матриць {\displaystyle n}–го порядку), діагональна група {\displaystyle D_{n}(P)} (група всіх невироджених діагональних матриць порядку {\displaystyle n} над полем {\displaystyle P}).
7. Розглянемо множину класів лишків {\displaystyle \mathbb {Z} _{n}=\{{\overline {0}},...,{\overline {n-1}}\}} з дією додавання і множину класів лишків {\displaystyle \mathbb {Z} _{n}^{*}=\{{\overline {i}}|{\text{НСД}}(i,n)=1\}} з дією множення. Вони будуть утворювати відповідно адитивну і мультиплікативну групи. Ці групи є абелевими і називаються групами класів лишків.
8. Кватерніонні одиниці {\displaystyle i,j,k} породжують так звану групу кватерніонів {\displaystyle Q_{8}=\{1,-1,i,j,k,-i,-j,-k\}} порядку {\displaystyle 8}, де {\displaystyle (-1)^{2}=1}, {\displaystyle (i)^{2}=(j)^{2}=(k)^{2}=-1}, {\displaystyle ij=k}, {\displaystyle jk=i}, {\displaystyle ki=j}.
9. Легко зрозуміти, що сукупність усіх перетворень площини (простору), які лишають незмінною певну фігуру (тіло), відносно композиції також утворює групу. Таким чином з'являються групи поворотів і рухів правильних многогранників і т. д. Зокрема, група {\displaystyle C_{n}} всіх поворотів правильного {\displaystyle n}–кутника складається з поворотів на кути {\displaystyle 0^{\circ },{\frac {2\cdot 360^{\circ }}{n}},\ldots ,{\frac {(n-1)\cdot 360^{\circ }}{n}}} відносно центра цього {\displaystyle n}–кутника. Група {\displaystyle D_{n}} всіх рухів правильного {\displaystyle n}–кутника (діедральна група) складається з {\displaystyle n} поворотів відносно його центра на кути {\displaystyle 0^{\circ },{\frac {2\cdot 360^{\circ }}{n}},\ldots ,{\frac {(n-1)\cdot 360^{\circ }}{n}}} та {\displaystyle n} симетрій {\displaystyle l_{1},\ldots ,l_{n}} відносно осей, що проходять при непарному {\displaystyle n} через вершини {\displaystyle n}–кутника та середини протилежних ребер, а при парному {\displaystyle n} — через дві протилежні вершини або через середини двох протилежних ребер. Група рухів ромба складається із поворотів на кути {\displaystyle 0^{\circ }}та {\displaystyle 180^{\circ }} навколо точки перетину діагоналей ромба і двох симетрій {\displaystyle l_{1}}, {\displaystyle l_{2}} відносно діагоналей ромба.

| - id (тотожне перетворення)       | - r1 (обертання на 90° за годинниковою стрілкою) | - r2 (обертання на 180° за годинниковою стрілкою) | - r3 (обертання на 270° за годинниковою стрілкою) |
| - fh (горизонтальне відображення) | - fv (вертикальне відображення)                  | - fd (діагональне відображення)                   | - fd (контр-діагональне відображення)             |

Елементи {\displaystyle id}, {\displaystyle r_{1}}, {\displaystyle r_{2}}, {\displaystyle r_{3}} утворюють півгрупу групи {\displaystyle D_{4}}. Очевидно, що група симетрій квадрата не є абелевою.

## Групи з додатковою структурою
Якщо група {\displaystyle G} є топологічним простором, а операції множення і взяття оберненого — неперервні відображення, то {\displaystyle G} — це топологічна група.
Якщо {\displaystyle G} має структуру многовиду й групові операції сумісні з цією структурою (є гладкими), тоді G називають групою Лі (раніше — неперервною групою), на честь норвезького математика Софуса Лі, який розпочав їх дослідження.

## Історія
Поняття групи є одним з основних у сучасній математиці. Воно формувалася поступово з таких галузей математики як геометрія, теорія чисел та теорія рівнянь, тому можна вважати, що абстрактна теорія груп історично має три корені виникнення[джерело?].
Наприкінці XVIII століття геометрія почала швидко розвиватися, античні погляди на геометрію змінились докорінно. Було визначено цілий ряд нових геометрій  і геометричних рядів. Розвиток гіперболічної геометрії (Ламберт, Гаус, Лобачевський та Бояї) на початку століття  та еліптичної (Ріман) спричинив складні проблеми в тодішній геометрії. Дослідження Монжа і Попселя призвели до відкриття проективної геометрії[джерело?].
Геометрія того часу почала втрачати свій метричний характер, розширилися традиційні поняття про координати, було використано для великої, але скінченної кількості вимірювань абстрактні методи. Результати перетворень Мобіуса, який почав класифікацію різних геометрій за властивостями, які залишаються незмінними при певних перетвореннях Штейна, який вивчав рухи, стали частиною теорії груп перетворень.
У дослідженнях теорії інваріантів Келі інтуїтивно розглядав поняття групи. 1854 року він застосував поняття групи за Галуа й дав означення скінченної групи. Побудова скінченної фундаментальної системи інваріантів стала поштовхом для встановлення в 80-ті роки основної теореми скінченних абелевих груп. Отже, абстрактна теорія інваріантів є перехідною до абстрактної теорії груп.
Теорія чисел відіграє велику роль у доведенні існування теоретико-групової теорії. Основні результати було отримано Ейлером та Гаусом. Ейлер вказав приклад розкладу абелевої групи на суміжні класи й довів теорему Лагранжа для частинного випадку циклічної групи. У цьому доведенні Ейлер застосував міркування, що здійснюються зараз при розкладі групи на суміжні класи. 
Гаус продовжив дослідження Ейлера і зробив великий внесок у теорію абелевих груп. Він розглядав 4 види груп: адитивну групу {\displaystyle m\mathbb {Z} } цілих чисел за модулем {\displaystyle m} , мультиплікативну групу чисел, взаємно простих із {\displaystyle m}, групу класів у квадратичних формах двох змінних {\displaystyle ax^{2}+bxy+cy^{2}}, де {\displaystyle a,b,c\in \mathbb {Z} }, мультиплікативну групу коренів {\displaystyle n}-го степеня з одиниці; вивчав їх структуру й відношення ізоморфізму.        
Кронекер був знайомий з роботами Гауса та вважав, що формалізація та аксіоматизація є вигідною[джерело?]. Він вказав закони абстрактної композиції елементів, які еквівалентні повній системі аксіом скінченної абелевої групи. Із цієї системи аксіом Кронекер вивів такі наслідки як існування одиничного елемента. Але Кронекер не застосував потрібним чином вказані закони до теорії груп, хоча й був знайомий із теорією груп Галуа.
Теорія алгебраїчних рівнянь не призвела до аксіоматизації, але саме в ній розглядалися нові на той час групи підстановок. Вже в 60-ті роки зародилась теорія груп, яка була відокремлена від теорії алгебраїчних рівнянь.
У XVI столітті було знайдено загальні розв'язки кубічного рівняння (Кардано) і рівняння 4-го степеня (Феррарі). Ейлер знайшов інший метод розв'язування рівняння 4-го степеня і намагався узагальнити його для будь-якого алгебраїчного рівняння.
Лагранж першим зробив висновок, що загальний розв'язок рівняння степеня {\displaystyle n\geqslant 5} не може бути знайдений за допомогою вже відомих методів. Це твердження першим коректно довів Абель: 1824 року — для рівнянь 5-го степеня, а 1826 року — для всіх степенів {\displaystyle n>4}. Роботи Лагранжа мали велике значення для теорії груп, оскільки Лагранж вперше встановив зв'язок між розв'язками алгебраїчних рівнянь і підстановками. Симетричні групи підстановок були відкриті завдяки Лагранжу. Розглядаючи симетричні функції, він довів важливу теорему, яка в сучасній теорії груп називається теоремою Лагранжа.
Руффіні навів декілька доведень нерозв'язності рівнянь 5-го степеня в радикалах, і таким чином визначив усі підгрупи симетричної групи {\displaystyle S_{5}}. Групу підстановок Руффіні називав «permutazione». Руффіні також розглядав теорему Лагранжа і висловив гіпотезу, що для кожного {\displaystyle k}, що ділить {\displaystyle |S_{n}|}, існує підгрупа порядку {\displaystyle k}.
Термін «група» вперше використав Галуа 1829 року. Він вживав французьке слово le groupe, яке в перекладі означає «множини», «комплекси». Галуа не дав означення групи. Під групою він розумів множину підстановок, замкнених відносно операції множення. Однак усталену термінологію він не запровадив.
Отже, в 60-ті роки теорія рівнянь виділилась як самостійна галузь дослідження теорії груп підстановок.
На провідну роль поняття групи в математиці звернули увагу С. Лі та Ф. Клейн. Лі запровадив поняття неперервної групи (групи, елементи якої залежать від систем неперервно змінних параметрів, що задовольняють певним диференціальним умовам) та використав методи теорії груп для класифікації й спрощення розв'язків певних диференціальних рівнянь. Клейн переглянув різні типи геометрій з групової точки зору. Він вважав, що кожна група перетворень задає певну геометрію.
Для розвитку теорії груп велике значення мали підручники Серре, Сальмана, Вебера та монографія Бернсарда. У них зазвичай розглядались скінченні групи. Скінченні групи не змогли задовольнити всіх потреб. Через виникнення нескінченних структур, подібних до груп, виникла як самостійна дисципліна абстрактна теорія груп. Основи теорії груп без обмеження їх скінченності було викладено в монографії «Абстрактна теорія груп» студента-п'ятикурсника Київського університету імені Т. Г. Шевченка О. Ю. Шмідта.
Пізніше розпочався розвиток загальної теорії груп, який був пов'язаний із перебудовою алгебри в 20-ті роки ХХ століття. Сьогодні теорія груп — це надзвичайно важливий та цікавий розділ математики, що займає провідне місце в сучасній алгебрі.